# Бреке
Бреке (швед. Bräcke) — містечко (tätort, міське поселення) у центральній Швеції в лені Ємтланд. Адміністративний центр комуни Бреке.

## Географія
Містечко знаходиться у східній частині лена Ємтланд за 406 км на північ від Стокгольма.

## Історія
Назва поселення походить або від слова breckar, що означає «пагорб» або «схил», або від давнього слова breeke, що означає «міст».
Залізниця була важливим фактором розвитку поселення. Містечко розташоване вздовж центральної лінії і є відправною точкою магістральної лінії через Верхній Норрланд (Stambanan genom övre Norrland). Європейська траса E14 також проходить через Бреке.

## Герб
Ландскомуна Бреке отримала королівське надання герба 1958 року. 
Сюжет герба: щит перетятий двічі; у верхньому синьому полі вісім 6-променевих зірок (3:2:3), у середньому золотому крокує чорний ведмідь з червоним озброєнням, нижнє червоне поле муроване з золотими швами.
Ведмідь та зірка були на печатці місцевої парафії з ХІХ ст.
Після адміністративно-територіальної реформи, проведеної у Швеції на початку 1970-х років, муніципальні герби стали використовуватися лишень комунами. Цей герб був 1971 року перебраний для нової комуни Бреке.

## Населення
Населення становить 1 533 мешканців (2018).

## Спорт
У поселенні базується спортивний клуб Бреке СК.

## Галерея

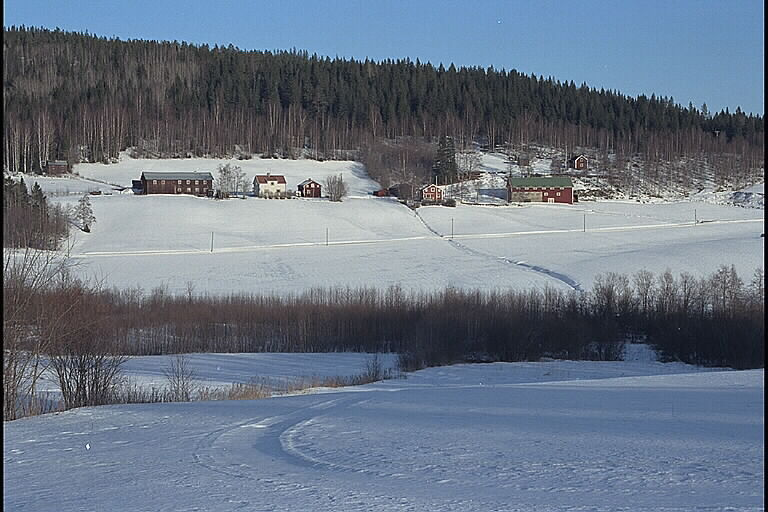
Околиці містечка
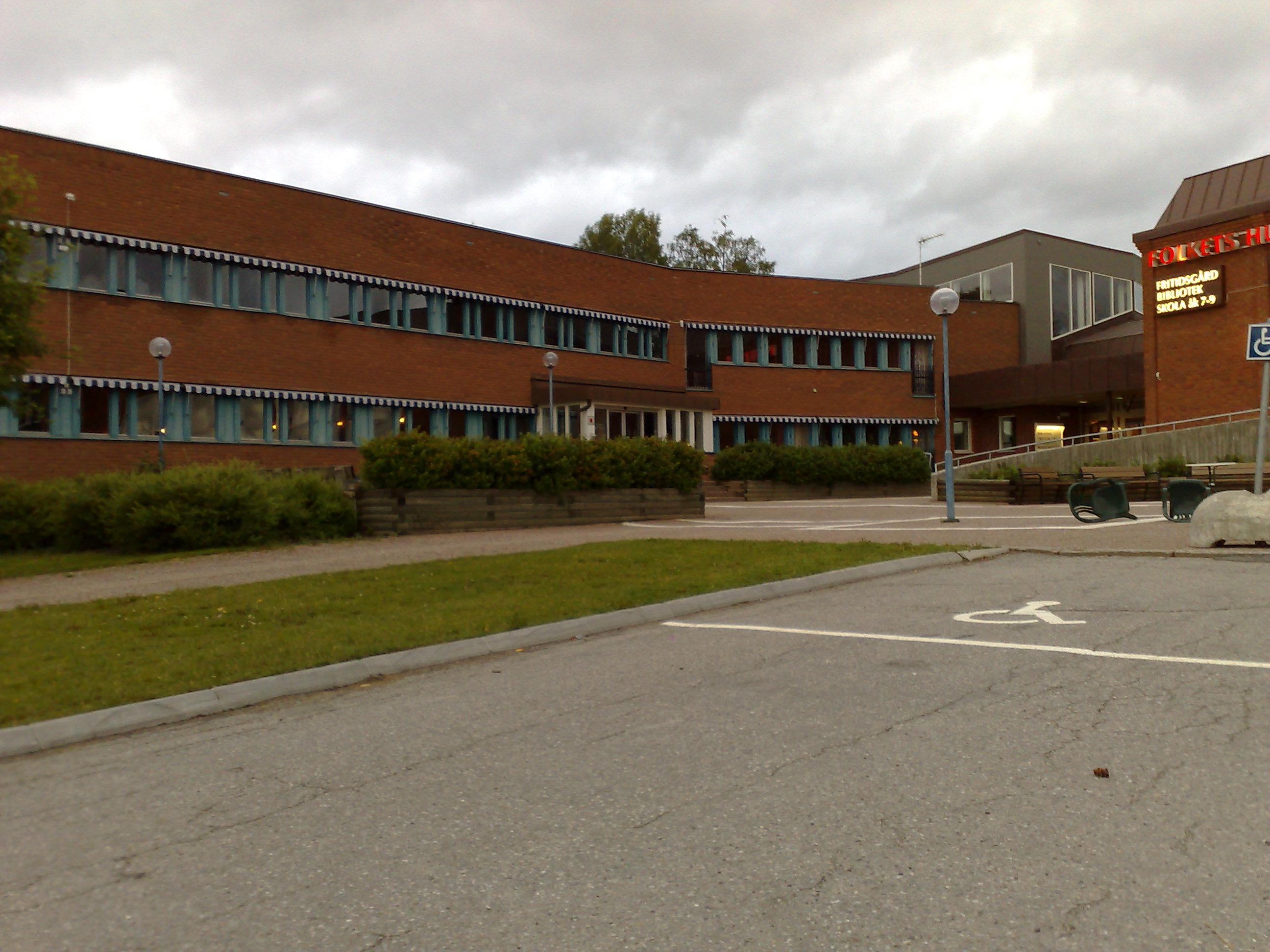
Управа комуни
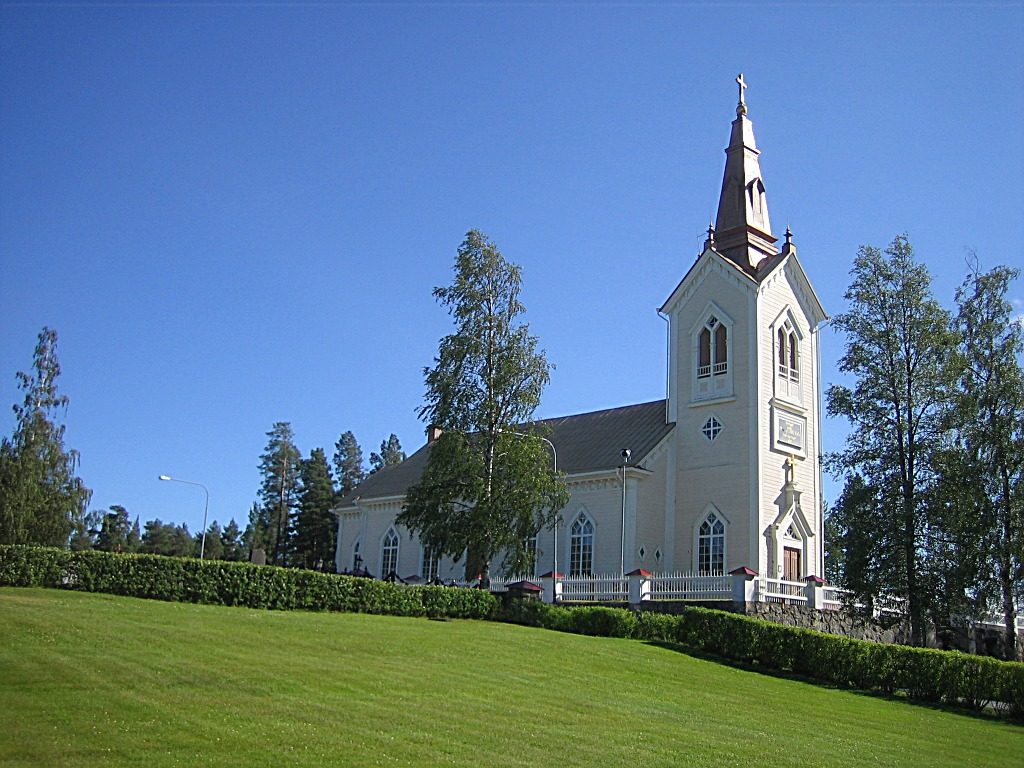
Церква
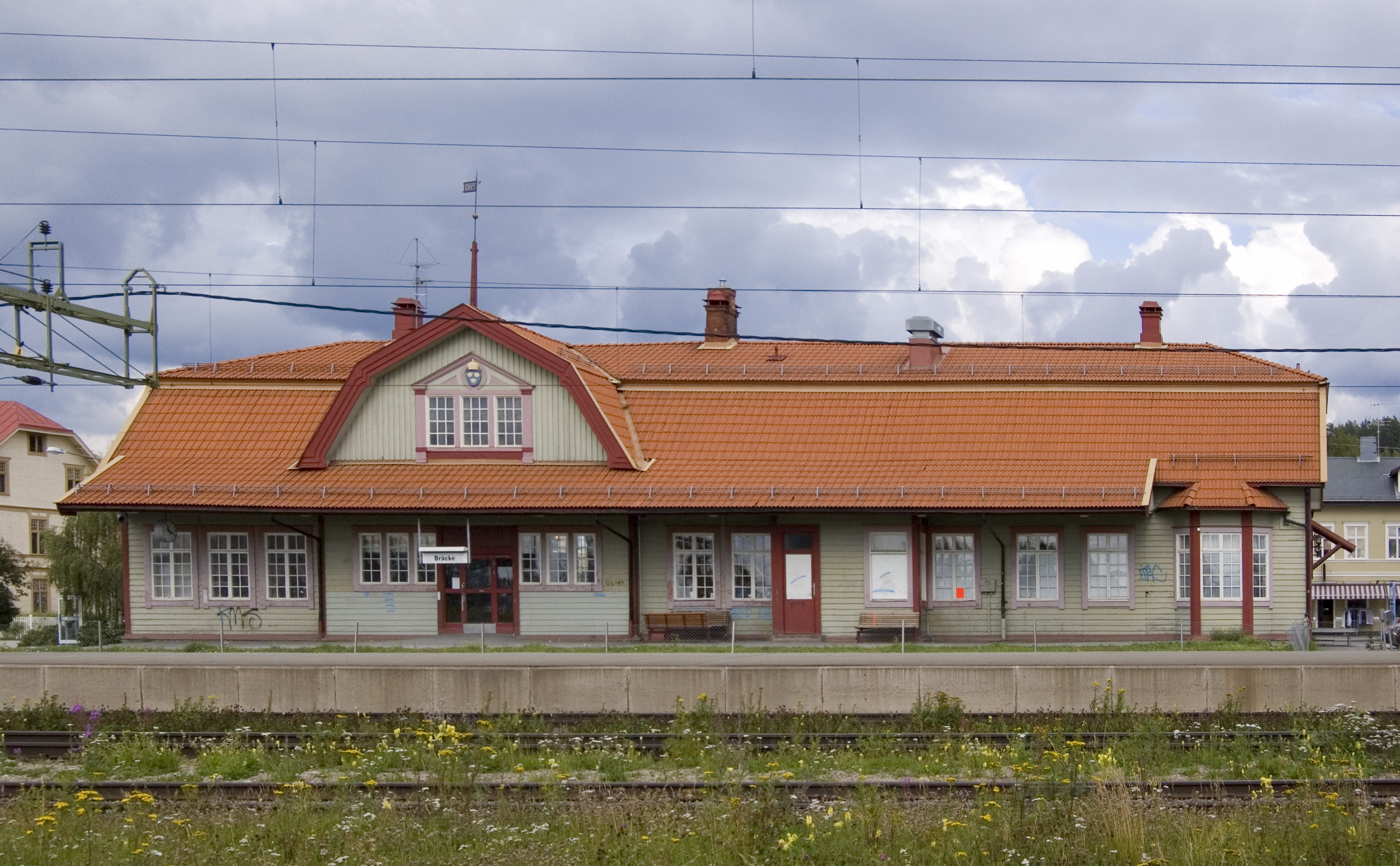
Залізнична станція

## Покликання
- Сайт комуни Бреке [Архівовано 5 жовтня 2020 у Wayback Machine.]